# HD250179
HD250179 — хімічно пекулярна зоря спектрального класу
B9 й має видиму зоряну величину в смузі V приблизно 11,4.

## Пекулярний хімічний вміст
Зоряна атмосфера HD250179 має підвищений вміст 
Si
.